# Constantínos Giánnaris
Pour les articles homonymes, voir Giánnaris.
Constantínos Giánnaris (grec moderne : Κωνσταντίνος Γιάνναρης), ou Constantine Giannaris, est un réalisateur de cinéma grec, né en 1959 à Sydney (Australie).

## Biographie
Après des études d'économie et d'histoire, il partit s'installer à Londres où il passa vingt-quatre ans[réf. nécessaire].

## Filmographie
- 1983 : Framed Youth: The Revenge of the Teenage Perverts (en), comme participant
- 1989 : Jean Genet Is Dead
- 1990 : Trojans
- 1991 : Caught Looking
- 1991 : North of Vortex
- 1995 : 3 Steps to Heaven (téléfilm)
- 1998 : Garçons d'Athènes (Από την άκρη της πόλης), également connu sous son titre anglais From the Edge of the City
- 2001 : 15 août, également connu sous son titre anglais One Day in August (nommé à la Berlinale)
- 2004 : Visions of Europe (court métrage Room for All)
- 2005 : Omiros, également connu sous son titre anglais Hostage
- 2011 : Un homme à la mer (Άνθρωπος στη Θάλασσα)
- 2015 : L'Éveil du printemps (Το ξύπνημα της άνοιξης)